# شادی عبدالسلام
شادی عبدالسلام (عربی: شادي عبد السلام؛ ۱۵ مارس ۱۹۳۰ – ۸ اکتبر ۱۹۸۶) کارگردان فیلم، فیلم‌نامه‌نویس و طراح‌ صحنه اهل مصر بود.

## زندگی‌نامه
عبدالسلام در سال ۱۹۳۰ در اسکندریه متولد شد و در سال ۱۹۴۸ به انگلستان برای تحصیل در زمینه سینما و تئاتر مهاجرت کرد و تاسال ۱۹۵۰ آنجا بود. پس از بازگشت از انگلستان، فعالیت هنری خود را به عنوان طراح‌ صحنه آغاز کرد.